# Живчик та його друзі
«Живчик та його друзі» — український короткометражний анімаційний серіал, головним героєм якого став персонаж яблучного напою «Живчик».
У травні 2007 року ЗАТ «Оболонь» представила український 12-ти серійний анімаційний серіал «Живчик та його друзі». Перші серії «Живчика та його друзів» побачили світ в грудні 2006 року. З 21 травня 2007 року він демонструвався в ранковому ефірі на каналі «1+1». У липні 2008 року епізод «Живчик-телефільм» номінувався в категорії Film на 55-му Міжнародному фестивалі реклами «Канські леви».

## Сюжет
Живчик та його друзі Лимончик і Грушка постійно потрапляють у пригоди та кумедні ситуації. Однак із кожного курйозу чи то непростого випадку друзі роблять висновки, і це стає для них корисним уроком.

## Знімальна група
- Продюсерська група:
  - Від ЗАТ "Оболонь": Олена Гарбарчук, Павло Шевчук, Тетяна Авдюшенко;
  - Від «Сахалтуєв Продакшен»: Адріан Сахалтуєв, Федір Гайдук (у титрах Федор Гайдук);

- Режисер-постановник: Адріан Сахалтуєв;
- Режисери епізодів (у титрах Режисери эпізодів): Адріан Сахалтуєв, Олег Рідзель, Володимир Нікітін, Сергій Міндлін;
- Сценарій: Адріан Сахалтуєв, Георгій Конн, Федір Гайдук (у титрах Федор Гайдук), Оксана Безрутченко, Олена Зерняк;
- Художник-постановник: Адріан Сахалтуєв;
- Художник по фонам: Сергій Міндлін;
- Розкадровка: Адріан Сахалтуєв, Марина Медвідь (у титрах Маша Медведь);
- Лейаути: Адріан Сахалтуєв, Олег Рідзель, Марина Медвідь (у титрах Маша Медведь), Володимир Нікітін, Володимир Поспєлов, Михайло Титов (у титрах Михайло Тітов);
- Аніматори: Олександр Лавров, Євгенія Кіракосян, Володимир Поспєлов, Михайло Титов (у титрах Михайло Тітов), Олексій Голованов, Костянтин Федоров (у титрах Костянтин Федорів), Олена Дроздова, Міртад Газазян, Олег Рідзель, Володимир Нікітін, Марина Медвідь (у титрах Маша Медведь), Олена Котлярова, Сергій Міндлін;
- Майстер прорисовки: Олена Дроздова, Міртад Газазян;
- Фазовка-прорисовка: Олена Дроздова, Ірина Чайка, Міртад Газазян, Лариса Омельчук, Алла Крутько, Аліна Висоцька-Рідзель, Тетяна Рашкевич, Олена Липинська (у титрах Олена Ліпінська), Ірина Романюк, Світлана Захарова, Світлана Віленко, Сергій Віленко;
- Майстер чекінгу: Оксана Цибко;
- Чекінг: Оксана Цибко, Вікторія Кияниця (у титрах Вікторія Кіяніца), Олена Романченко, Євгеній Романченко, Дмитро Шевченко, Ганна Гончаренко (у титрах Анна Гончаренко), Сергій Бурлака, Володимир Раздєтов, Марина Савельєва (у титрах Маша Савел'єва), Євгеній Вощак, Олена Лаврик, Ігор Висоцький;
- Монтаж: Сергій Бурлака, Марина Савельєва (у титрах Маша Савел'єва);
- Асистент режисера: Оксана Цибко;
- Продакшен менеджер: Володимир Раздєтов;
- Звук: «Пропеллер Студіос» (у титрах «Пропеллер Студиос»);
- Музика: Віталій Розинко;
- Звукорежисер: Віктор Петренко;
- Саунд-продюсер: Андрій Рибін;
- Пісню виконує: Ельвіра Соловей;
- Текст пісні: Наталія Валевська;
- Висловлюємо особливу подяку президенту ЗАТ "Оболонь" Слободяну О. В.;
- Подяка: Ольга Черепанова, Євген Якович Сивокінь (у титрах Євгеній Яковлевич Сивоконь), Наталія Березовська, Вадим Колесніков, Марина Білоголова, Андрій Кравченко, Анна Раєнок, Дмитро Потіха, Валерій Степанов, Андрій Смірнов, Юліан Зарембовський, Євгенія Панічевська, Микита Гайдук (у титрах Нікіта Гайдук), Ігор Стецюк, Агенство «Кідз Маркет» (у титрах «Кидз Маркет»), Студія «Toonbuster», Студія «Пропеллер Студіос» (Київ), (у титрах «Пропеллер Студиос» (Київ)), Студія FILM PLUS Production (Київ), Анімаційна студія «Барвін» (Одеса).

### Ролі озвучували
- Тетяна Зіновенко — Живчик;
- Олена Узлюк — Лимончик, інші жіночі ролі;
- Лідія Муращенко — Грушка, інші жіночі ролі;
- Віктор Андрієнко, Анатолій Зіновенко, Сергій Северін — інші чоловічі ролі.

## Список епізодів
1 сезон (2007):
- «Люди-павуки»
- «Живчик-телефільм»
- «Ураган»
- «Друзі з Інтернету»
- «Амурні справи»
- «Сліди минулого»
- «Кукарача»
- «Гра для джентельменів»
- «Розвідники»
- «Народна медицина»
- «Чарівні окуляри»
- «Пірати Київського моря»

## Випуск на DVD
Наприкінці 2007 року анімаційний серіал вийшов на DVD для 5 регіону. Він містить звукову доріжку Dolby Digital 2.0 та картинку у форматі екрану
4:3 і системі кольорового телебачення PAL. DVD орієнтований на глядачів без обмежень за віком. Офіційний дистриб'ютор — Start Video (ТОВ «Старт-98»).
27 липня 2010 року вийшло нове видання DVD, також для 5 регіону. Окрім української, це видання містить також звукову доріжку російською мовою, а формат картинки змінено до співвідношення 16:9. Офіційний дистриб'ютор — МайстерВідео (ПП «Майстер-Відео Трейд»).

## Онлайн-гра
29 серпня 2011 року випущено онлайн-гру «Живчик та його друзі».

## Виноски
1. ↑  "Живчик и его друзья" выходят в эфир. Журнал Marketing Media Review. 29 травня 2007. Архів оригіналу за 8 липня 2013. Процитовано 18 лютого 2012.(рос.)
2. ↑  ЗАТ «Оболонь» презентує новий український анімаційний мультфільм «Живчик та його друзі». Корпорація «Оболонь». 23 травня 2007. Архів оригіналу за 26 листопада 2010. Процитовано 26 серпня 2010.
3. ↑  Украинская фанера, пролетевшая над Францией. AdMe-Украина. 18 червня 2008. Архів оригіналу за 9 березня 2016. Процитовано 18 лютого 2012.(рос.)
4. ↑  Оболонь: Кино - Ukraine nominees to Cannes Lions 2008 - Focus - Coloribus : Global Advertising Archive : Creative Ads : Awards Winners. AdMe Group, LLC. липень 2008. Архів оригіналу за 3 квітня 2012. Процитовано 26 серпня 2010.(англ.)
5. ↑  Живчик - DVD-диск “Живчик и его друзья”. ЗАТ "Оболонь". 1 січня 2008. Архів оригіналу за 29 травня 2008. Процитовано 18 лютого 2012. ...Почти одновременно с наступлением нового 2008 года...(рос.)
6. ↑  
Обкладинка DVD 2007 року (JPEG). 17 квітня 2008. Архів оригіналу за 8 липня 2013. Процитовано 27 грудня 2010.
7. ↑  Обкладинка DVD 2010 року. yakaboo.ua. Архів оригіналу (JPEG) за 8 липня 2013. Процитовано 18 лютого 2012.
8. ↑  Живчик и Его Друзья - MasterVideo. «Майстер-Відео Трейд». 27 липня 2010. Архів оригіналу за 20 вересня 2011. Процитовано 27 грудня 2010.(рос.)
9. ↑  Анастасия Молокова (29 серпня 2011). Живчик та його друзі - Пазли - ТМ «Живчик». zhivchik.ua. ПАТ «Оболонь». Архів оригіналу за 20 серпня 2013. Процитовано 18 лютого 2012.